# Црква Светих апостола Петра и Павла у Власеници
Црква Светих апостола Петра и Павла је храм Српске православне цркве који се налази у Власеници у Републици Српској. Припада епархији зворничко-тузланској, сједиште је парохије. Посвећена је Светом Петру и Павлу.

## Историја
Храм је саграђен 1886. године, а земљиште за цркву дао је Јово Јокић. Црквена звона даривао је Јово Вукићевић 1889. године и Петар Јокић који је приложио храму иконостас. Први парох који се спомиње у писаним изворима био је Јаков Поповић, а први предсједник црквене општине Власеница био је Петар Сунарић.
Доласком свештеника Косте Стефковића из Малог Поља (Хан Пијеска) 1908. године, Власеница је издвојена из састава Дабробосанске митрополије и припојена Митрополији зворничко-тузланској. За вријеме службовања свештеник Душана Бобара подигнут је парохијски дом 1935. године. Мученички је пострадао од стране усташа – заклали су га 22. јуна 1941. године у Рашића Гају.
Црква је изграђена од црвеног мермера романита са подручија Романије. Архитекта цркве је Тома Бољешић из Сушака. Не зна се аутор икона на иконостасу. Прекривање цркве бакром извршено је 1977. године добровољним прилозима вјерника. Умјесто дрвене столарије оштећене у рату у Републици Српској, уграђена је 1994. године комплетна алуминијумска браварија на светом храму. Парохијске матичне књиге воде се од оснивања Црквене општине Власеница 1889. године. Данас се чувају књиге од 1954. године. Све књиге које недостају из ранијег периода налазе се дијелом у полицијској станици Власеница, а дијелом у матичном уреду у Власеници. Књиге које нису у црквеном посједу, добрим дијелом су оштећене и непотпуне.

## Галерија
- Црква Светих апостола Петра и Павла у Власеници
- Црква Светих апостола Петра и Павла у Власеници
- Црква Светих апостола Петра и Павла у Власеници
- Црква Светих апостола Петра и Павла у Власеници
- Црква Светих апостола Петра и Павла у Власеници
- Црква Светих апостола Петра и Павла у Власеници 2021.
- Црква Светих апостола Петра и Павла у Власеници 2021.
- Црква Светих апостола Петра и Павла у Власеници 2021.
- Црква Светих апостола Петра и Павла у Власеници 2021.
- Црква Светих апостола Петра и Павла у Власеници 2021.
- Црква Светих апостола Петра и Павла у Власеници 2021.
- Црква Светих апостола Петра и Павла у Власеници 2021.
- Црква Светих апостола Петра и Павла у Власеници 2021.
- Црква Светих апостола Петра и Павла у Власеници 2021.
- Црква Светих апостола Петра и Павла у Власеници 2021.
- Црква Светих апостола Петра и Павла у Власеници 2021.
- Црква Светих апостола Петра и Павла у Власеници 2021.
- Црква Светих апостола Петра и Павла у Власеници 2021.
- Црква Светих апостола Петра и Павла у Власеници 2021.
- Црква Светих апостола Петра и Павла у Власеници 2021.
- Црква Светих апостола Петра и Павла у Власеници 2021.
- Црква Светих апостола Петра и Павла у Власеници 2021.
- Црква Светих апостола Петра и Павла у Власеници 2021.
- Црква Светих апостола Петра и Павла у Власеници 2021.
- Црква Светих апостола Петра и Павла у Власеници 2021.
- Црква Светих апостола Петра и Павла у Власеници 2021.
- Црква Светих апостола Петра и Павла у Власеници 2021.
- Црква Светих апостола Петра и Павла у Власеници 2021.
- Црква Светих апостола Петра и Павла у Власеници 2021.
- Црква Светих апостола Петра и Павла у Власеници 2021.
- Црква Светих апостола Петра и Павла у Власеници 2021.
- Црква Светих апостола Петра и Павла у Власеници 2021.
- Црква Светих апостола Петра и Павла у Власеници 2021.
- Црква Светих апостола Петра и Павла у Власеници 2021.
- Црква Светих апостола Петра и Павла у Власеници 2021.
- Црква Светих апостола Петра и Павла у Власеници 2021.
- Црква Светих апостола Петра и Павла у Власеници 2021.
- Црква Светих апостола Петра и Павла у Власеници 2021.
- Црква Светих апостола Петра и Павла у Власеници 2021.
- Црква Светих апостола Петра и Павла у Власеници 2021.
- Црква Светих апостола Петра и Павла у Власеници 2021.
- Црква Светих апостола Петра и Павла у Власеници 2021.
- Црква Светих апостола Петра и Павла у Власеници 2021.
- Црква Светих апостола Петра и Павла у Власеници 2021.
- Црква Светих апостола Петра и Павла у Власеници 2021.
- Црква Светих апостола Петра и Павла у Власеници 2021.
- Црква Светих апостола Петра и Павла у Власеници 2021.
- Црква Светих апостола Петра и Павла у Власеници 2021.
- Црква Светих апостола Петра и Павла у Власеници 2021.
- Црква Светих апостола Петра и Павла у Власеници 2021.
- Црква Светих апостола Петра и Павла у Власеници 2021.
- Црква Светих апостола Петра и Павла у Власеници 2021.
- Црква Светих апостола Петра и Павла у Власеници 2021.
- Црква Светих апостола Петра и Павла у Власеници 2021.
- Црква Светих апостола Петра и Павла у Власеници 2021.